# Adobe Illustrator
Adobe Illustrator is een computerprogramma dat door grafisch ontwerpers, DTP'ers, illustratoren en technisch tekenaars wordt gebruikt voor het maken van vectorafbeeldingen. Het kan worden beschouwd als tussenvorm tussen beeldbewerkingsprogramma's en CAD-programma's. Het programma maakt deel uit van de Adobe-softwarereeks en is onderdeel van de Adobe Creative Suite-serie.

## Functies
Met het programma kunnen diverse uitingen ontworpen worden, zoals:
- Illustratieve tekeningen, bijvoorbeeld cartoons
- Technische tekeningen, bijvoorbeeld doorsnedes van machines, maar ook een logo of letterontwerp
- Grafische producten, bijvoorbeeld een of meer pagina's van een brochure of een poster.

## Versiegeschiedenis
Volgende versies werden reeds uitgebracht:
| Versie             | Platforms                          | Uitgavedatum     | Codenaam          | Opmerkingen           |
| ------------------ | ---------------------------------- | ---------------- | ----------------- | --------------------- |
| 1.0                | Mac OS                             | januari 1987     |                   |                       |
| 1.1                | Mac OS                             | 19 maart 1987    | Inca              |                       |
| 88                 | Mac OS                             | maart 1988       | Picasso           |                       |
| 2.0                | Windows                            | januari 1989     | Pinnacle          |                       |
| 3                  | Mac OS, NeXT, andere Unix-systemen | oktober 1990     | Desert Moose      |                       |
| 3.5                | Silicon Graphics, Inc              | 1991             |                   |                       |
| 4                  | Windows                            | mei 1992         | Kangaroose        |                       |
| 3.5                | Solaris                            | 1993             |                   |                       |
| 5                  | Mac OS                             | juni 1993        | Saturn            |                       |
| 5.5                | Mac OS, Solaris                    | juni 1994        | Janus             |                       |
| 4.1                | Windows                            | 1995             |                   |                       |
| 6                  | Mac OS                             | februari 1996    | Popeye            |                       |
| 7                  | Mac OS X en Windows                | mei 1997         | Simba             |                       |
| 8                  | Mac OS X en Windows                | september 1998   | Elvis             |                       |
| 9                  | Mac OS X en Windows                | juni 2000        | Matisse           |                       |
| 10                 | Mac OS X en Windows                | november 2001    | Paloma            |                       |
| CS (11)            | Mac OS X en Windows                | oktober 2003     | Pangaea/Sprinkles |                       |
| CS2 (12)           | Mac OS X en Windows                | 27 april 2005    | Zodiac            |                       |
| CS3 (13)           | Mac OS X en Windows                | maart 2007       | Jason             |                       |
| CS4 (14)           | Mac OS X en Windows                | oktober 2008     | Sonnet            |                       |
| CS5 (15)           | Mac OS X en Windows                | mei 2010         | Ajanta            |                       |
| CS5.1 (15.1)       | Mac OS X en Windows                | 2011             |                   |                       |
| CS5.5 (15.0.2)     | Mac OS X en Windows                | 1 december 2010  |                   |                       |
| CS6 (16.0.0)       | Mac OS X en Windows                | 7 mei 2012       | Ellora            | Laatste offlineversie |
| CC (17.0.0)        | Mac OS X en Windows                | Juni 2013        |                   |                       |
| CC 2014 (18.0.0)   | Mac OS X en Windows                | 18 juni 2014     |                   |                       |
| CC 2015 (19.0.0)   | Mac OS X en Windows                | 16 juni 2015     |                   |                       |
| CC 2015.2 (19.2.0) | Mac OS X en Windows                | 30 november 2015 |                   |                       |
| CC 2015.3 (20.0)   | Mac OS X en Windows                | 20 juni 2016     |                   |                       |
| CC 2015.3.1 (20.1) | Mac OS X en Windows                | 10 augustus 2016 |                   |                       |
| CC 2017 (21.0.0)   | Mac OS X en Windows                | 2 november 2016  |                   |                       |
| CC 2017 (21.0.1)   | Mac OS X en Windows                | 5 april 2017     |                   |                       |
| CC 2017 (21.0.2)   | Mac OS X en Windows                | 25 april 2017    |                   |                       |